# Kelajärvi
Kelajärvi är en sjö i Finland. Den ligger i kommunen Ranua i landskapet Lappland, i den norra delen av landet, 600 km norr om huvudstaden Helsingfors. Kelajärvi ligger 161,6 meter över havet. Arean är 41 hektar och strandlinjen är 3,91 kilometer lång. Sjön  ingår i Ijo älvs huvudavrinningsområde. 